# Robert White
Robert E. White (Melrose, Massachusetts, 21 de septiembre de 1926-Alexandria, Virginia, 13 de enero de 2015) fue un diplomático estadounidense, que sirvió como embajador de su país bajo varias administraciones presidenciales. 
Entre marzo de 1980 y marzo de 1981, sirvió como embajador de EE. UU. en El Salvador durante los primeros años de la brutal guerra civil de 12 años de ese país. Era un duro crítico de la ultraderecha salvadoreña y acusó a los militares y a los grupos paramilitaries de numerosas atrocidades. Denunció a Roberto D'Aubuisson, un oficial militar, como un “asesino patológico”. D'Aubuisson es señalado culpable por instituciones como la Comisión de la Verdad para El Salvador de las Naciones Unidas del asesinato del arzobispo salvadoreño Óscar Romero, beato y mártir, y de haber organizado matanzas de los Escuadrones de la Muerte, grupos paramilitares de ultraderecha.
La administración de Reagan en 1981 lo despidió. Declaró que el secretario del estado, Alexander Haig, impulsó su retiro porque él no favorecía una solución militar a la situación de El Salvador.
Después de retirarse del servicio exterior en 1981, White trabajó como miembro asociado en el Carnegie Endowment for International Peace. En 1989, fundó el Center for International Policy, del que fue presidente. Presidió en las conferencias sobre la situación de los países latinoamericanos y del Caribe y condujo varios estudios publicados con respecto a la política de los EE. UU. hacia la región. Además, White condujo un esfuerzo con el objetivo de reformar las agencias de inteligencia de los EE. UU.